# Munkoyo
 (mai 2021).
Si vous disposez d'ouvrages ou d'articles de référence ou si vous connaissez des sites web de qualité traitant du thème abordé ici, merci de compléter l'article en donnant les références utiles à sa vérifiabilité et en les liant à la section « Notes et références ».

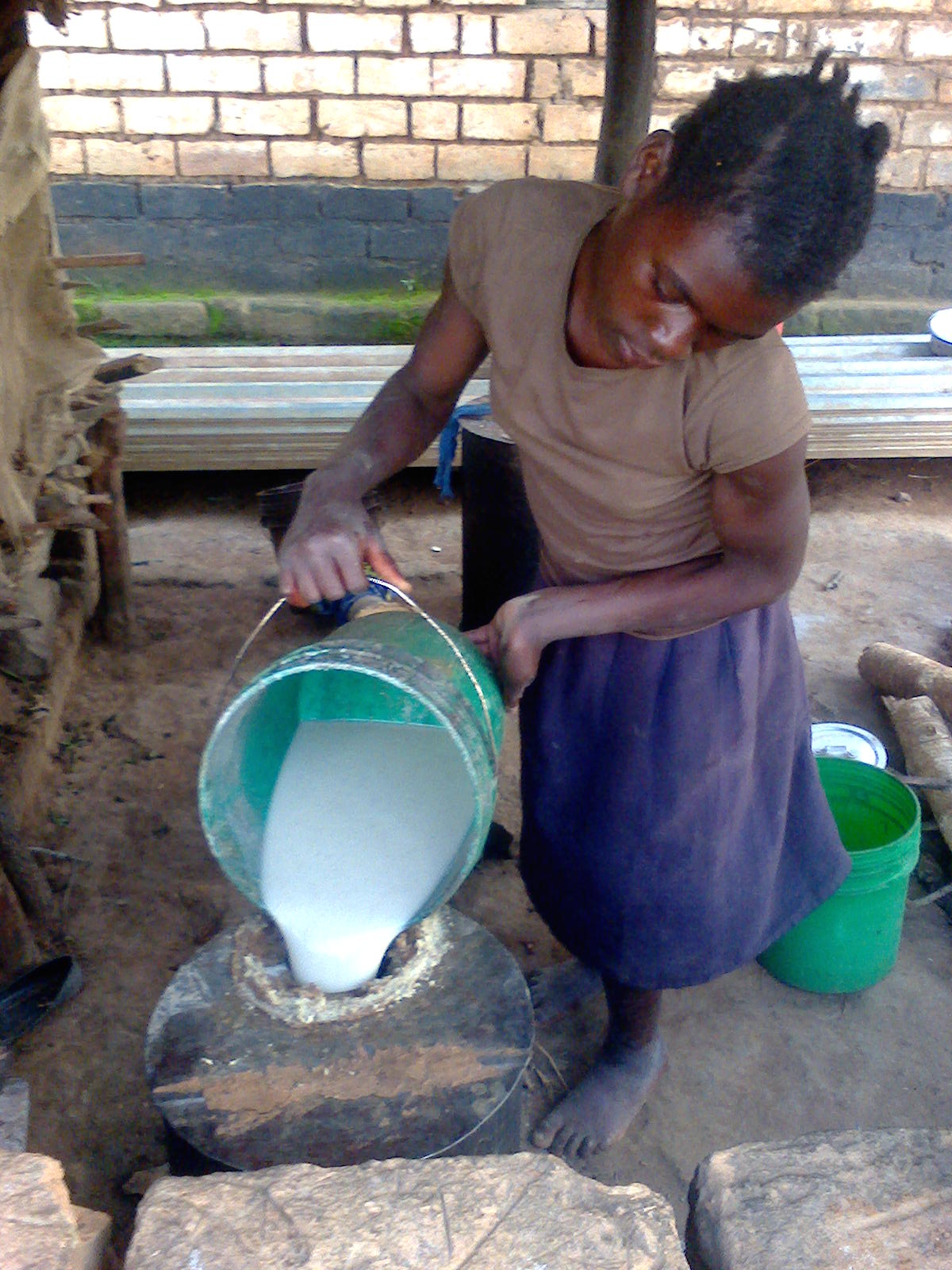
Une femme brasse une bière locale dans la campagne zambienne

Le munkoyo, ou ibwatu, est une boisson fermentée de type bière produite traditionnellement en République démocratique du Congo (province du Katanga) et en Zambie, à partir de racines (appelées elles aussi munkoyo) d'arbustes du genre Eminia qui fournissent des enzymes exogènes capables d'assurer la saccharification sans passer par un maltage. Dès lors, le brassage s'effectue directement à partir d'une bouillie de maïs, de sorgho ou de manioc que le munkoyo permet de liquéfier instantanément et qui produit une boisson alcoolisée à 2 ou 3 % en volume sous l'action des sucres fermentescibles.